# The Death and Return of Superman
The Death and Return of Superman è un videogioco picchiaduro creato dalla Blizzard Entertainment nel 1994.

## Trama
La trama del gioco parte dal momento in cui la storia di Superman viene fermata cioè dal momento in cui lui muore (per mano di Doomsday).
Quattro personaggi quindi emergono e si proclamano i veri eroi che potevano rimpiazzare Superman: Steel, Eradicator, Cyborg, e Superboy. Costoro si scontreranno tra loro per i loro desideri.

## Modalità di gioco
The Death and Return of Superman è il classico videogame di combattimento con sfondo a scorrimento. Ognuno dei quattro personaggi ha delle abilità e delle caratteristiche totalmente proprie che possono potenziare con il progredire della storia.